# 茅草铺毛泽东塑像
茅草铺毛泽东塑像是位于贵州省遵义市茅草铺客运站内的一座水泥结构毛泽东塑像，落成于1969年1月8日，由遵义汽车修理厂雕塑。有台基、底座、塑像三个部分，台基、底座白石抹面，正方形台基周长10米高1.5米，各边均设10级台阶。正方形底座边长3.5米高4米，台檐下正面中饰葵花五角星浮雕，其余三面线描长方形图案。塑像本体高5.5米，穿军大衣，前挥右手，背在身后的左手握军帽。台基四周各立一9米高灯杆。该塑像为遵义长征文化的重要遗存，2003年被列为市级文物保护单位。